# Śląski Związek Szachowy
Śląski Związek Szachowy (SlZSzach) – organizacja sportowa, zajmująca się szeroko rozumianą działalnością szachową na terenie województwa śląskiego.
Pierwsze kluby szachowe na Górnym Śląsku powstały w latach 1914–1918. Pierwszy w Polsce Okręgowy Związek Szachowy został założony 27 kwietnia 1924 jako Związek Szachistów woj. Śląskiego.
Mimo iż przedstawiciele Górnego Śląska (Roman Bąk i Paweł Chmiel) uczestniczyli w założycielskim spotkaniu Polskiego Związku Szachowego w 1926 to oficjalnie Śląskie Okręgowe Stowarzyszenie Szachistów wstąpiło do PZSzach dopiero 9 grudnia 1928.
Związek już w 1929 zorganizował I Drużynowe Mistrzostwa Polski.
Celem działania Związku jest rozwój i popularyzacja gry szachowej oraz koordynacja działań klubów i sekcji szachowych z terenu województwa ze szczególnym uwzględnieniem wyczynu sportowego.
Według danych z Centralnego Rejestru Członków Polskiego Związku Szachowego z lipca 2014 w Śląskim Związku Szachowym było stowarzyszonych 52 klubów szachowych i jest ponad 7 tysięcy zarejestrowanych członków. Ten sam rejestr ze stycznia 2023 zawierał dane 12.421 członków Śląskiego Związku Szachowego.

## Prezesi Śląskiego Związku Szachowego
- Kazimierz Radźwicki (1924-04-27)
- R. Wawrzyczek (1924-08-17)
- J. Dziuba (1925-04-19)
- O. Rappaport (1925-11-23)
- Jan Stołcerz (1926-10-31)
- Józef Potyka (1928-11-04)
- Roman Bąk (1947)
- Alojzy Płonka (1973-10-07)
- Józef Mróz (1980-06-15)
- Henryk Jarus (1984-12-15)
- Mirosław Gnieciak (1988-10-26)
- Andrzej Kucharski (1989-03-14)
- Andrzej Szczepaniak (1996-03-03)
- Ireneusz Szczygieł (1999-01-16)
- Krystian Klimczok (2007-04-21)
- Paweł Więcek (2011-04-16)
- Łukasz Brożek (2015-06-14)
- Andrzej Matusiak (2017-09-30)

W nawiasach jest podana data objęcia funkcji.

## Aktualny adres SlZSzach
- 40-287 Katowice, ul. 1 Maja 24